# 吉川亜州香
吉川 亜州香（よしかわ あすか、1973年〈昭和48年〉8月13日 - ）は、日本の女優、モーションキャプチャーアクトレス、モーションアクター、歌手。劇団ショーGEKI(2022年12月をもって退団)、殺陣集団10・Quatre（テンカトル）の看板女優。ネオ・エージェンシー所属。東京都板橋区出身。桜蔭中学校・高等学校、日本大学芸術学部映画学科演技コース卒業。O型。

## 出演

### 舞台
- ショーGEKI公演（作・演出 / 羽広克成）
  - チャンピオン（1999年6月30日 - 7月4日 / 新宿・全労済ホール / スペースゼロ）
  - スリル（2000年2月29日 - 3月5日 / 下北沢・「劇」小劇場）
  - DREAMS（2000年11月11日 - 19日 / 新宿・シアターモリエール）「キャスト」（下北沢「劇」小劇場）
  - ショーGEKIお嬢ライヴ お披露目Live（2001年1月16日 / 新宿・シアターモリエール）
  - ショーGEKIお嬢ライヴ 第2弾 解散Live（2001年4月16日 / 新宿・シアターモリエール）
  - ショーGEKIお嬢ライヴ 第3弾（2001年7月6日 / 池袋・東京芸術劇場小ホール2）
  - 八犬伝（2001年10月13日 - 21日 / 新宿・全労済ホール / スペースゼロ）
  - ショーGEKIお嬢ライヴ 第4弾 新春あけおめっ!!!（2002年1月7日 - 8日 / 新宿・シアターモリエール）
  - サウンド・アラウンド・グラウンド（2002年7月23日 - 28日 / 下北沢・「劇」小劇場）
  - ドラゴン（2002年12月18日 - 23日 / 新宿・全労済ホール / スペースゼロ）
  - ショーGEKIお嬢ライヴ 第5弾 ただいまっ。（2003年3月11日 - 16日 / 下北沢・OFF・OFFシアター）
  - 新撰組/維新士（2003年7月18日 - 27日 / 新宿・全労済ホール / スペースゼロ）
  - ガンバレ（2004年1月20日 - 25日 / 下北沢・「劇」小劇場）
  - スリル（ショーGEKIお嬢バージョン）（2004年7月24日・25日 / 下北沢「劇」小劇場）
  - ウイングス（2004年12月11日 - 19日 / 新宿・全労済ホール / スペースゼロ）
  - オールキャスト（2005年2月3日 - 6日 / 新宿・シアターモリエール）
  - DOKONI〜私の元気〜（2005年7月15日 - 24日 / 下北沢・「劇」小劇場）
  - チャンピオン / チャンピオン2（2005年12月3日 - 11日 / 新宿・全労済ホール / スペースゼロ）
  - ゴーカク（2006年2月1日・5日 / 下北沢・「劇」小劇場：日替わりゲスト出演、2.1大女優、2.5新人女優）
  - Sin（2006年7月25日 - 30日 / 下北沢・「劇」小劇場）
  - ギャンブリング〜俺の最愛、最強の彼女（2006年11月29日 - 12月3日 / 新宿・全労済ホール / スペースゼロ）
  - もう泣くもんかと誓った瞳は涙の虜（2007年7月10日 - 17日 / 下北沢・「劇」小劇場）
  - 壁を叩け、歌を叫べ（2007年11月10日 - 18日 / 新宿・シアターモリエール）
  - 我慢美顔（2008年7月11日 - 20日 / 下北沢・「劇」小劇場）
  - ザンダルド（2008年11月8日 - 16日 / 新宿・シアターモリエール）
  - チック・タック・レディ〜女はいつも時間と闘う〜（2009年4月8日 - 12日 / 下北沢・小劇場「楽園」）
  - みてあげる〜お花畑病院奮闘記（2009年7月17日 - 26日 / 下北沢・「劇」小劇場）
  - 大逃亡〜義経と弁慶〜（2009年11月11日 - 15日 / 新宿・全労済ホール / スペースゼロ）
  - ベッドトークバトル（2010年4月14 - 18日 / 下北沢・小劇場「楽園」）
  - 大嫌いと叫んだらもっと嫌いになったアイツ（あの女）（2010年7月15日 - 25日 / 下北沢・「劇」小劇場）
  - マスカラッド（2010年11月17日 - 23日 / 新宿・全労済ホール / スペースゼロ）
  - 新撰組（2011年3月24日 - 29日 / 下北沢・本多劇場）
  - 愛してると誓うだけじゃ幸福にはなれない（2011年7月14日 - 24日 / 下北沢・「劇」小劇場）
  - ドコニ・私の元気（男元気バージョン）（2011年11月19日 - 27日 / 新宿・シアターモリエール）
  - ベッドトークバトル2（R-15）（2012年4月17日 - 22日 / 八幡山・ワーサルシアター）
  - ロボット三姉妹（2012年7月12日 - 22日 / 下北沢・「劇」小劇場）
  - マリオネット（2012年11月17日 - 25日 / 新宿・全労済ホール スペース・ゼロ）
  - ヴァンパイアに咬まれたい（2013年7月10日 - 21日 / 下北沢・「劇」小劇場）
  - サンゴクシ（2013年11月16日 - 24日 / 新宿・全労済ホール スペース・ゼロ）
  - 花〜私が嘘をつく理由〜（2014年7月16日 - 27日 / 下北沢・「劇」小劇場）
  - 飛ぶ教室（2014年11月19日 - 24日 / 新宿・全労済ホール スペース・ゼロ）
  - マドモアゼルはプリンス ムッシュはプリンセス〜桜木邸連続殺人事件〜（2015年7月17日 - 26日 / 下北沢・「劇」小劇場：映像のみ出演）
  - 世界名作おの劇場「罪と罰」（2016年4月21日 - 24日/八幡山・ワーサルシアター / 演出：おのまさし・脚色:左門ヒサオ・原作：フョードル・ドストエフスキー）
  - マドモアゼルはプリンス ムッシュはプリンセス〜舞台・「新撰組」連続殺人事件〜（2016年7月16日 - 7月24日 / 下北沢・「劇」小劇場）
  - ベッドトークバトルS （2016年11月19日 - 27日 / 下北沢・小劇場B1）
  - REVIVERリバイバー〜15老人漂流記〜（2017年7月27日 - 8月6日 / 下北沢・「劇」小劇場）
  - VAMP JUMPING SUMMER（2018年7月20日 - 29日 / 下北沢・「劇」小劇場）
  - ベッドトークバトルプレミアム（2018年12月7日 - 12月16日 / 下北沢・小劇場B1）
  - 漫画少女は眠らない（2019年7月19日 - 28日 / 下北沢・「劇」小劇場）
  - リメンバーユー　同窓会にはタイムスリップして参加します（2020年11月20日 - 29日 / 下北沢・「劇」小劇場）
  - 脱出病棟（2021年7月8日 - 18日 / 下北沢・「劇」小劇場）
  - もう泣くもんかと誓った瞳は涙の虜（2022年7月15日 - 30日 / 下北沢・「劇」小劇場）
- 10・Quatre公演
  - 赤い炎の女〜白虎恋虎（2000年7月28日 - 31日 / 新宿・シアターモリエール）
  - Black Tournament（2001年8月3日 - 8日 / シアターV赤坂）
  - A tale of darkness（2002年8月21日 - 25日 / 新宿・サニーサイドシアター）
  - 碧の蹉跌（2004年7月8日 - 11日 / シアターV赤坂）
  - 雪月花（2006年10月3日 - 5日 / 吉祥寺シアター）
  - 怪綺月色〜竹取夜語（2007年9月21日 - 24日 / シアターV赤坂）
  - 蟷螂の斧（2008年5月28日 - 6月1日 / 池袋・あうるすぽっと）
  - 華〜HANA〜（2008年5月31日・6月1日 / 池袋・あうるすぽっと）
  - Sword Chorus（2009年1月20日 - 22日 / 銀座・みゆき館）
  - 虎狼の盗人（2009年2月27日 - 3月3日 / 中野・ウエストエンドスタジオ）
  - 花鳥風月（2012年5月22日 - 27日 / 八幡山・ワーサルシアター）
  - クリスマスなんか気にしないんだから（2012年12月24日 - 25日 / 八幡山・ワーサルシアター）
  - 草莽の剣〜幕末幻夢譚〜（2013年9月3日 - 8日 / 中野・テアトルBONBON）
  - 思ひ草（2014年9月9日- 15日 / 中野・テアトルBON BON：ショータイムのみ出演）
  - B.L.A.D.E（2015年10月1日 / 吉祥寺・Star Pine's Cafe）
  - 和三盆（2016年7月30日 / 吉祥寺・Star Pine's Cafe）
  - B.L.A.D.E 2（2016年10月1日 / 吉祥寺・Star Pine's Cafe）
  - 今、一太刀 〜赤穂浪人傳〜（2016年12月21日 - 25日 / 両国・シアターχ）
  - B.L.A.D.E 3（2017年10月1日 / 吉祥寺・Star Pine's Cafe）
  - 桜鬼伝（2018年4月19日 / 練馬・練馬文化センター大ホール）
  - arriving 2018（2018年8月15日 / 吉祥寺・Star Pine's Cafe）
  - B.L.A.D.E 4（2019年10月1日 / 吉祥寺・Star Pine's Cafe）
  - B.L.A.D.E 5（2020年10月1日 / 吉祥寺・Star Pine's Cafe）
  - 長雨と伽藍（2021年3月31日 - 4月4日 / 中野ザ・ポケット）
  - B.L.A.D.E 6（2021年10月1日 / 吉祥寺・Star Pine's Cafe）
  - 嘘言ノ色（2021年11月25日 - 28日 / 下落合・TACCS1179）
  - Ondulation（2022年4月20日 - 24日 / 下落合・TACCS1179）
  - B.L.A.D.E 7（2022年10月1日 / 吉祥寺・Star Pine's Cafe）
  - 神忌狼（2023年3月2日 - 3月5日 / 上野ストアハウス）
  - B.L.A.D.E 8（2023年10月1日 / 吉祥寺・Star Pine's Cafe）
  - 昏の将星　朱の罪人（2024年4月3日-7日 / 中野ザ・ポケット）
  - BLACK TOURNAMENT forth break（2024年5月21日 / 新木場 1stリング）途中乱入
  - Arriving 2024（2024年8月7日 / 吉祥寺・Star Pine's Cafe）
  - B.L.A.D.E 9（2024年10月21日 / 吉祥寺・Star Pine's Cafe）
- ツールドフォース公演（作・演出：羽広克成）
  - 大逃亡〜義軽と弁慶（1995年5月1日 - 6月4日 / 池袋・東京芸術劇場小ホール1）
  - 八犬伝（1996年3月6日 - 10日 / 池袋・東京芸術劇場小ホール1）
  - 新撰組/維新士（1997年2月20日 - 3月2日 / 池袋・東京芸術劇場小ホール1）
  - 壁を叩け歌を叫べ（1998年10月31日 - 11月8日 / 新宿・シアターモリエール）
  - 三剣士（1998年2月19日 - 3月1日 / 池袋・東京芸術劇場小ホール1）
- 半世紀亜州香企画GOZYUA公演
  - iso-GENE A（2024年1月17日-21日 / 下北沢「劇」小劇場 / 芝居犀利　作・演出：石橋直也）
  - 女と女とクズ男（2024年11月16日-17日 / 下北沢cafe/field / 作・演出：うじすけ）
- 花組芝居公演「花組まつり」
- 疾風DO党「クレイジーデイズ」（1997年11月 / 作・演出：福田卓郎 / 下北沢駅前劇場）
- BQMAP公演 page990117「蜃気楼列車」（1999年1月13日 - 20日 / 作・演出:奥村直義 / 下北沢駅前劇場 / 香蘭役）
- POOL-5公演「サボテンガール・コーヒータイム」（作・演出：斎藤栄作）
- Tokyo七福神「スリル&チャンス」（2004年5月1日 - 2日 / 東銀座・時事通信ホール / 作：サコー＊BE-シャモン、演出：大黒）
- チームVS「メロスのように」（2007年3月15日 - 18日 / 新宿・シアターブラッツ / 作・演出：チームVS）
- 華月照師第弐回自主公演「極楽浪」（2007年12月30日 / 池袋・シアターグリーンBIG TREE THEATER / 作・演出：石橋直人〈現：石橋直也〉）
- model T pub Live（2008年1月14日 / 池袋・model T pub）
- WAKI-GUMI「SHINGEN 風林火山落日」（2010年3月14日 - 22日 / 池袋・あうるすぽっと / 作・演出：脇太平）
- 第八回 直也の会「表裏弥勒島傳 〜おもてうらみろくじまでん〜」（2013年12月25日 - 29日 / 笹塚ファクトリー / 作・演出：石橋直也）
- 次賀慎一朗 さよなら公演「或る人斬り」（2014年5月29日 - 31日 / 作・演出：石橋直也 / 新宿・シアターモリエール / 沖田総司役）
- 石橋直也プロデュースLIVE「FIVE appearance」（2015年12月21日 / 原宿・La Donna）
- M.A.M企画舞台「鬼火の香炉」（2016年6月17日 - 20日 / 中目黒・ウッディシアター / 作・演出：桐乃睦〈劇団 夢神楽〉）
- 第九回 直也の会「法師ノ旅」「空ノ彼方」（2016年8月17日 - 21日 / 両国・シアターχ / 作・演出：石橋直也）
- Human Market vol.1「Family」（2017年4月12日 - 16日 / 中野・ウエストエンドスタジオ / 脚本：菅野臣太郎、演出：船戸慎士〈Studio Life〉）
- 株）酔いどれ天使「エンジェルナイツ」（2017年9月6日- 10日 / 中野・ウエストエンドスタジオ / 脚本：時田貴司・加藤真紀子、演出：加藤真紀子）
- 劇団わ「ボク達ノ革命」（2018年2月8日 - 12日 / 中目黒キンケロシアター / 脚本：菅野臣太郎、演出：赤星ユウ）
- Human Market vol.2「Family2」（2018年4月24日 - 30日 / 中野・ウエストエンドスタジオ / 作・演出：菅野臣太郎）
- Creative Company Colors ✕ 劇団fool 「天 - COLORS x JOKER -」（2018年6月13日 - 18日 / シアターグリーン BIG TREE THEATER / 作・演出：溝口優（劇団fool））
- Human Market vol.3「Family3」（2018年9月5日 - 9日 / 中野・ウエストエンドスタジオ / 脚本：菅野臣太郎、演出：船戸慎士〈Studio Life〉）
- Human Market vol.4「NACHI」（2018年11月19日 - 25日 / 祖師ヶ谷大蔵・祖師谷バル Haracucci / 作・演出：菅野臣太郎）
- 川渕かおりプロデュース「御託はいい、戦え」（2022年12月22日 / 吉祥寺・Star Pine's Cafe）
- Human Market vol.13「Family ～明けて欲しくなかった梅雨～」（2023年6月8日 - 13日 / 中野・ウエストエンドスタジオ / 作・演出：菅野臣太郎）
- 吉岡大輔生誕40周年記念公演「半省」（2023年10月5日-9日 / 千本桜ホール / 脚本：村上純（しずる） / 演出：安達健太郎）10月6日のみゲスト出演
- つくばみらい市観光協会「ワープテアトルつくばみらい〜演劇と肝試しな夜〜2023」（2023年10月8日-9日 / ワープステーション江戸）
- ネコMam-ma「二人芝居❤ Vol.2」（2024年3月22日 / 下北沢cafe/field）
- ヤングエイジプロデュース「LIFE SHOT」（2024年4月23日-30日 / 原宿ギャラリーハセガワ / 脚本：黒木崎六九 / 演出：たかのあ茶み）チーム74に出演
- 神木優事務局「ナリユキ14」（2024年6月30日 / 早稲田クローバースタジオ）
- つくばみらい市観光協会「ワープテアトルつくばみらい2024」（2023年10月13日 / ワープステーション江戸）

### テレビドラマ
- 東海テレビ連続ドラマ 毒姫とわたし（2011年、東海テレビ）
- マルモのおきて（フジテレビ）
- 東海テレビ連続ドラマ ほっとけない魔女たち（2014年、東海テレビ）
- 怪盗山猫（2016年、日本テレビ）
- 日曜劇場 家族ノカタチ（2016年、TBS）
- 明日の約束（2017年11月21日、フジテレビ） - 倉持薫 役

### その他のテレビ番組
- 世界の文学がわかる！あらすじ名作劇場-あしながおじさん（BS朝日） - 園長 役
- ニッポンお騒がせ人物伝2-「悪女」が流した「涙」の真相SP（テレビ東京） - 泰雪枝 役
- ザ!世界仰天ニュース-トリカブト保険金殺人事件-（日本テレビ） - 薬局店員 役
- 超再現!ミステリー -さらわれたい女-（日本テレビ） - 栗原冴子 役
- 踊る!さんま御殿!!再現ドラマ（日本テレビ）
- ノンレムの窓（日本テレビ）- ナビゲーターの代行 役

### コマーシャル
- 「G‐cluster」
- 「PlayStation 3 みんなのGOLF 5-みんなの純一篇」
- 「アクエリアスイオシス」
- 「三井住友VISAカード」
- 「AXIAアーティストオーディション」
- 「週刊新潮」

### ラジオ
- TBSラジオ声優道場2000（TBSラジオ）※グランプリ受賞
- LOVE FACTORY（FMチャッピー） - パーソナリティ
- ロンドの劇ラジ（FM世田谷）
- 生で行きましょう（あっとおどろく放送局） - パーソナリティ
- お嬢だよ!全員集合!!（あっとおどろく放送局） - パーソナリティ

### CD
- 1stシングル「風音」c/w 〜アイボリー〜
- 2ndシングル「HAKU」c/w エコー
- 3rdシングル「パピヨン」c/w コンパス
- 4thシングル「LOVESONG」c/w 泡雪
- 1st アルバム「Sincere」1.ソネット、2.茜、3.HAKU、4.そう 思えるさ、5.シンシア、6.君に

### ゲーム
- ペルソナ5（高巻杏、佐倉双葉 / モーションアクター）
- NieR:Automata（司令官、ポポル / モーションアクター）
- デッド オア アライブ5（かすみ / モーションアクター）
- バイオハザード ダークサイド・クロニクルズ（クレア / モーションアクター）
- 零 〜眞紅の蝶〜（天倉澪 / モーションアクター）
- ストリートファイターV（カプコン / 神月かりん、ハン・ジュリ、春麗、リーフェン / モーションアクター）
- 鉄拳タッグトーナメント2（飛鳥 / モーションアクター）
- メトロイド Other M（サムス・アラン / モーションアクター）ゲーム